# Huis van David

Een stamboom van de koningen van Israël en Juda. Alle koningen van Juda (in het groen) beriepen zich op een afstamming van David.

Het Huis van David (Hebreeuws: בית דוד, Beit David) verwijst naar de afstammingslijn van koning David, waarnaar veelvuldig wordt verwezen in de Hebreeuwse Bijbel en het Nieuwe Testament.

## Geschiedenis
In eerste instantie was David alleen koning over het koninkrijk Juda en regeerde hij vanuit Hebron. Na ruim zeven jaar, na de dood van Isboset, zoon van Davids voorganger Saul, aanvaardden ook de andere Israëlieten David als hun koning en werd hij koning van het Verenigd Koninkrijk Israël.
Na de dood van koning Salomo, zoon van David, scheidden de tien stammen van het koninkrijk Israël zich af en weigerden Salomo's zoon Rechabeam te erkennen als koning. Zij stichtten het koninkrijk Israël ofwel "Tienstammenrijk" en verkozen Jerobeam als koning. In 722 v.Chr. werd dit rijk veroverd door het Nieuw-Assyrische Rijk, dat de inwoners in ballingschap voerde.
Het zuidelijke "Tweestammenrijk" ging na de scheuring verder onder de naam koninkrijk Juda, waar Davids nakomelingen bleven heersen tot de inname van Jeruzalem (586 v.Chr.) door het Nieuw-Babylonische Rijk. Alle koningen van het koninkrijk Juda die in deze periode regeerden, beriepen zich op hun afstamming van David en daarmee hun recht om ook over het koninkrijk Israël te regeren.

## Archeologie
Archeologische bewijzen voor koning David en zijn wereld zijn er nauwelijks; in feite is er over de periode tussen de zestiende en de achtste eeuw v.Chr., ondanks vele opgravingen en onderzoekingen, maar heel weinig gevonden. De bevolking van de landstreek Judea bestond waarschijnlijk slechts uit enkele duizenden nomadische herders. Steden zijn niet gevonden, wel een twintigtal dorpen. Of er in de tijd van David (dat zou dus de tiende eeuw v.Chr. zijn) een staat in Palestina bestond is omstreden; er zijn zelfs geen potscherven uit deze tijd bekend. Wel bestaan er inscripties uit ongeveer 850 v.Chr. (Tel Dan-stele, Mesa-stele) waarop het heersershuis van Israël als 'Huis van David' omschreven wordt - maar ook deze interpretaties worden aangevochten. In 2019 concludeerden wetenschappers dat er waarschijnlijk verwezen wordt naar koning Balak en niet naar koning David.

## Profetieën over herstel
In de eeuwen erna voorspelden de profeten iemand uit het huis van David die het koninkrijk weer zou herstellen en de 'heidenen' zou onderwerpen. Dit zou de messias zijn.

## Nieuwe Testament
Volgens het Nieuwe Testament behoorde Jezus tot het Huis van David.